# Ong Bak 2
Ong Bak 2 é um filme tailandês de 2008, co-dirigido e estrelado por Tony Jaa. É uma continuação do filme de 2003 de Jaa, Ong-Bak: Muay Thai Warrior. Inicialmente afirmou ser uma continuação de Ong Bak, Ong Bak 2 foi então anunciado como um prequel ao seu antecessor. Ao contrário de seu antecessor, no entanto, que teve um cenário contemporâneo e realista, Ong Bak 2 está na Tailândia do século 15 e, como tal, pode ser descrito como um épico histórico com elementos de fantasia combinados, e não tem nada a ver com o original Ong Bak. Ong Bak 2 também não tem nada a ver com o filme de Jaa em 2005, Tom-Yum-Goong, que às vezes era rotulado erroneamente como Ong Bak 2 no Ocidente, assim como O Protetor e O Rei Guerreiro. Tom-Yum-Goong tinha um cenário contemporâneo semelhante ao Ong-Bak: Muay Thai Warrior, embora também tivesse personagens e enredos diferentes. Os filmes de Jaa ainda não haviam se ligado, embora Jaa tenha afirmado que eles o fariam com o lançamento de Ong Bak 3 em 2010, o que eles fizeram. Assim como o cenário histórico diferente dos filmes anteriores de Jaa, Ong Bak 2 tomou uma direção notavelmente mais dura e sangrenta.
O enredo de Ong Bak 2 gira em torno de Tien (Tony Jaa), filho de Lord Sihadecho, um nobre assassinado no antigo Sião. Como um espirituoso e inflexível juventude, Tien resiste a comerciantes de escravos selvagens e, momentos da morte, é resgatado por um homem conhecido como Chernang. Chernang é um renomado guerreiro e líder do Pha Beek Khrut, um grupo de bandidos, e Chernang percebe um potencial físico insuperável no jovem Tien e leva Tien sob sua proteção. O Pha Beek Khrut é um grupo de especialistas em artes marciais especializados em estilos de combate de toda a Ásia, e Tien é treinado para unificar esses diferentes sistemas de combate e se transformar no homem mais perigoso do mundo. Quando Tien se torna jovem, ele faz uma missão solitária de vingança contra os cruéis traficantes de escravos que o escravizaram quando jovem, e também o traiçoeiro senhor da guerra, Lord Rajasena, que assassinou sua mãe, matou seu pai e tem um exército inteiro. protegendo-o.

## Enredo
O filme começa em 1431 no Reino do Sião feudal. É uma época de agitação política, traição e perigo. A cena de abertura explica como durante o reinado de Boromarajatiraj II do reino de Ayutthaya, a corte real de Ayutthaya se tornou mais poderosa que o reino de Sukhothai e se expandiu para o leste. O exército de Ayutthaya sitiou o Reino dos Deuses por vários meses. O rei enviou seu filho, o príncipe Indraracha, para governar o reino.
No novo reino, Lord Sihadecho é um governante provincial e um nobre e galante guerreiro de uma dinastia formalmente grande. Seu filho, Tien, um jovem espirituoso e inflexível, aspira a ser como seu pai, mas é forçado a passar por aulas de dança, em vez de seu desdém. Enquanto isso, o traiçoeiro e sedento poder Lord Rajasena, um ex-administrador municipal da capital, planeja tomar o controle total de toda a Ásia e acumulou o maior exército da Ásia. Rajasena envia assassinos cruéis para assassinar a família de Lord Sihadecho e seus leais soldados. O único sobrevivente deste massacre é Tien, que consegue escapar com profunda vingança em seu coração.
Tien é capturado por um grupo de comerciantes de escravos selvagens, que o jogam em um buraco com um crocodilo gigante quando ele se mostra incontrolável. Tien é salvo por Chernang (Sorapong Chatree), líder do renomado grupo guerrilheiro "Pha Beek Khrut" (Garuda Wing Cliff), que ataca os traficantes de escravos. Chernang joga uma faca para Tien, proclamando que "sua vida depende de você, garoto", com a qual Tien mata o crocodilo. Intrigado por sua destreza física e atitude, Chernang leva Tien a um adivinho, que diz que o menino tem um grande destino, que "os espíritos o temerão" e que ele se tornará o maior guerreiro que jamais viverá e, como tal, Chernang leva Tien como seu filho adotivo e o levanta como um guerrilheiro e bandido. Tien tem o desejo de treinar como guerreiro e, além disso, crescer para se destacar nas artes da guerra, incluindo lutas homem-a-homem, encantamentos e subterfúgios. Tien é instruído em uma variedade de estilos de luta tradicionais asiáticos, incluindo muay boran e krabi krabong, kenjutsu e ninjutsu japoneses, silat malaio e várias artes marciais chinesas. Ele também aprende o uso de armas como ninjatō, katana, jian, dao, talwar, nunchaku, dardos de cordas e cajado de três seções.
Agora, um homem jovem e com todas essas artes marciais fortemente instiladas, tornando-se o maior guerreiro que já viveu, Tien (Tony Jaa) está ansioso para matar a vingança em seu coração matando os traficantes de escravos, o que ele faz. Ele então passa a matar Lorde Rajasena posando como dançarino durante uma celebração. Voltando ao Pha Beek Khrut, Tien está perplexo ao encontrar sua aldeia deserta. De repente, ele se vê confrontado por onda após onda de assassinos mascarados, os mesmos contratados por Lord Rajasena para destruir seu lar original. Conforme a luta progride, Tien está muito enfurecido ao notar que os vilões mascarados não são nada além de seus camaradas Pha Beek Khrut, embora seus estilos individuais de combate sejam claramente reconhecíveis. Enquanto Tien tenta derrotar os assassinos mascarados, ele sobe em um elefante, mas então Bhuti Sangkha, o Fantasma do Corvo (Dan Chupong, não creditado) aparece e chuta Tien para fora do elefante. A natureza de Bhuti é desconhecida e ele tem um pequeno papel no filme. Então ele leva o elefante embora. Enfrentando finalmente seu líder, Tien descobre que eles foram cercados pelo exército de Rajasena, que é liderado pelo próprio tirano. Lorde Rajasena revela que ele havia sobrevivido graças a uma túnica blindada escondida sob suas vestes de estado. Chernang desmascara e admite a sua parte em matar Lord Sihadecho, como ele estava na liga com Rajasena. Chernang explica que ele deve cumprir as ordens de Rajasena, ou sua família (Pha Beek Khrut) será morta. Enquanto Tien relutantemente luta contra Chernang, Chernang o prende no chão, mais uma vez chama Tien de seu filho e pede que ele tire sua vida em pagamento por matar seu pai. Chernang então força a lâmina de Tien a quebrar e cortar sua garganta, tirando sua vida.
O filme termina em um cliffhanger com Tien, depois de derrotar dezenas de guerreiros de Rajasena, sendo finalmente superado por centenas de outros. Rajasena ordena que Tien seja levado para ser lentamente torturado até a morte. Não está claro se Tien sobrevive, e se é assim, como é. Uma narração extremamente ambígua e vaga explica que Tien "pode encontrar uma maneira de enganar a morte novamente", e mostra-o com uma barba crescida (que ele não tem no filme) em pé na frente de uma estátua dourada de Buda com cicatrizes. , talvez indicando reencarnação.

## Elenco
- Tony Jaa - Tien (adulto)
- Natdanai Kongthong - Tien (jovem)
- Sarunyu Wongkrachang - Rajasena
- Sorapong Chatree - Chernang
- Primorata Dejudom - Pim (adulta)
- Prarinya Karmkeaw - Pim (jovem)
- Nirut Sirijanya - Mestre Bua
- Petchtai Wongkamlao - Mhen
- Santisuk Promsiri - Siha Decho
- Patthama Panthong - Lady Plai
- Supakorn Kitsuwon
- Jaran Ngamdee
- Somdet Kaew-ler
- Kaecha Kampakdee
- Dan Chupong - Bhuti Sangkha